# أرجوت (أرمينيا)
أرجوت (بالأرمنية: Արջուտ)‏: هي بلدة في محافظة لوري في أرمينيا.